# Kerstin Vinterhed
Kerstin Helen Vinterhed Börjeson, född Borgström den 30 april 1941 i Stockholm, är en svensk journalist, författare och präst.
Kerstin Vinterhed är dotter till direktören Gustaf Borgström och bibliotekarien och förlagsredaktören Helen, ogift Starck, och dotterdotter till kemisten och pedagogen Gunnar Starck. Hennes syskon är Annette Kullenberg och Claes Borgström. 
Vinterhed avlade socionomexamen i Stockholm 1964, blev filosofie doktor 1977 och docent i socialt arbete 1987. Vinterhed var socialvårdsassistent 1961–1964 och journalist vid Dagens Nyheter 1965–2008, där hon bland annat var socialreporter och chef för familjeredaktionen. Hon har skrivit böcker och TV-pjäser samt disputerade 1977 på en avhandling om Gustav Jonsson på barnbyn Skå. År 1997 blev hon även präst i Svenska kyrkan. Hon publicerade 2003 en biografi över Alva och Gunnar Myrdal: Kärlek i tjugonde seklet (titeln är lånad från en diktsamling av Hjalmar Gullberg).
Som präst företräder Vinterhed en mycket liberal hållning. Hon hävdar att trosbekännelsen bara uttrycker att den kristne "tror på tillvarons och livets inneboende mysterium" och att hon sätter sin lit till den goda kraft som skapat henne. "Vi kallar denna kraft för Gud; ibland säger vi att Gud är kärleken", som princip för livet och "vi menar att Jesus är en gudomlig inkarnation av denna princip." Treenigheten är en metafor för något obegripligt som ”vi bara kan ana som en alternitet, som 'icke jag'" .
Kerstin Vinterhed var gift första gången 1957–1962 med fil. kand. Prashant Peter Lal Kumar (1931–1980) från Indien och blev mor till Stella Fare 1958. Andra gången var hon gift 1964–1970 med ingenjören Hilding Vinterhed (1909–2007), med vilken hon fick en son 1962 och en dotter 1966. Tredje gången var hon gift från 1971 med Bengt Börjeson till dennes död 2012. De fick fyra barn tillsammans mellan åren 1970 och 1984.

## Priser och utmärkelser
- 2004 – Axel Hirschs pris